# Melbourne-Sud
South Melbourne
Melbourne-Sud [mɛlbuʁn syd] ou South Melbourne [saus mɛlbuʁn] (anglais : South Melbourne [sæoθ ˈmelbn̩]) est une banlieue de Melbourne, Australie situé au sud du centre-ville.

## Culture locale et patrimoine

### Lieux et monuments
- Hôtel de ville
- Église Saint-Luc
- Église Saint-Eustache